# Orbiliomycetes
De Orbiliomycetes vormen een klasse uit de stam Ascomycota met meer dan 200 soorten. Tot deze klasse behoort een enkele orde Orbiliales en een enkele familie Orbiliaceae. Tot 2003 behoorde de familie Orbiliaceae tot de Helotiales. Naar aanleiding van DNA-onderzoek is voorgesteld deze familie onder te brengen in deze nieuwe klasse Orbiliomycetes.
Enkele Arthrobotrys-soorten zijn nematofage schimmels.

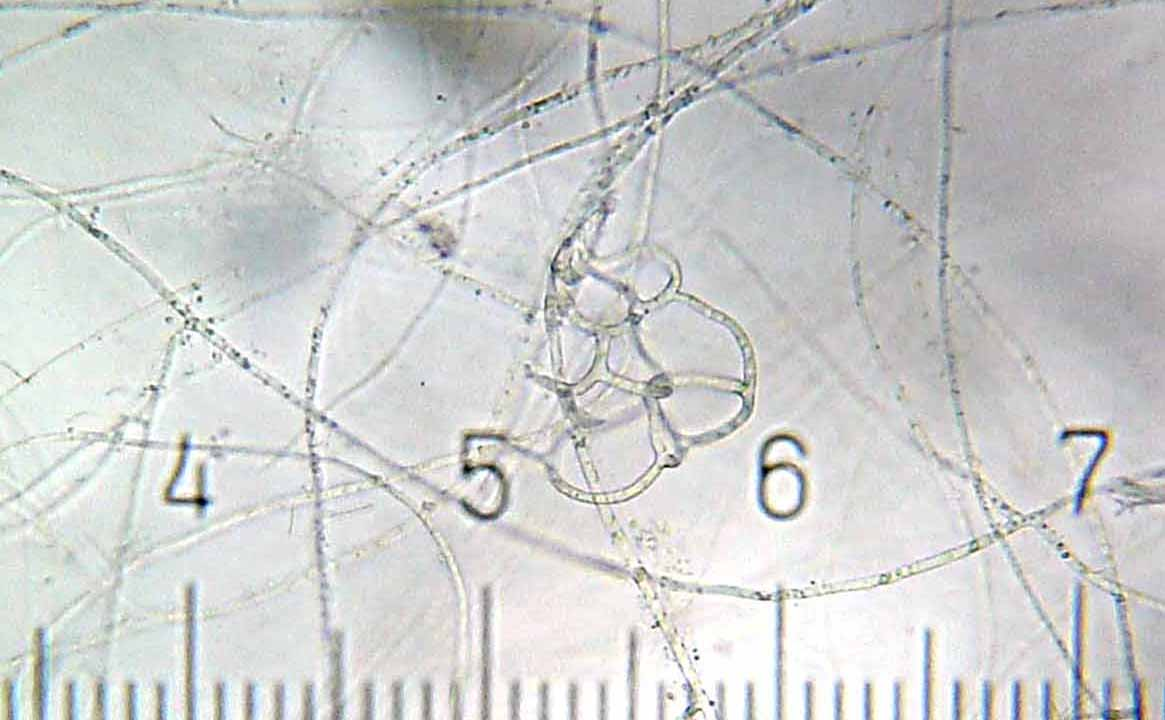
Kleverige netten van een nematofage Arthrobotrys-soort

Het ascocarp is een wasachtig 0,2 - 3 mm groot apothecium. Ze groeien op hout of de schors, op kruidachtige planten, oude paddenstoelen, dierlijke resten of de grond.
Ook de anamorfe vorm komt veel voor.

## Taxonomische indeling

### Teleomorfe vorm

#### Claden van Orbiliaceae
Claden:
- - 
    - 
      - Gamsilella coniopaga
      -  Gamsilella querci

    -  Gamsilella robusta

  -  Gamsilella parvicollis
- - 
    - Dactylellina drechsleri
    -  Dactylellina ellipsospora

  - 
    - Dactylellina appendiculata
    -  Dactylellina haptotyla

  - 
    - Arthrobotrys musiformis
    - Arthrobotrys vermicola
    -  Arthrobotrys ologospora
- - 
    - Drechslerella dactyloides
    -  Drechslerella brochopaga

  -  Drechslerella stenobrocha

### Klassieke indeling
Een enkele orde met een enkele familie en 17 geslachten.
Orde: Orbiliales
Familie: Orbiliaceae
Geslachten:
- Arthrobotrys
- Brachyphoris
- Dactylella
- Dactylellina
- Dactylium
- Dactylosporium
- Dicranidion
- Duddingtonia
- Dwayaangam
- Gamsylella
- Geniculifera
- Hyalinia
- Hyalorbilia
- Monacrosporium
- Orbilia
- Pseudorbilia
- Trinacrium

### Anamorfe vorm

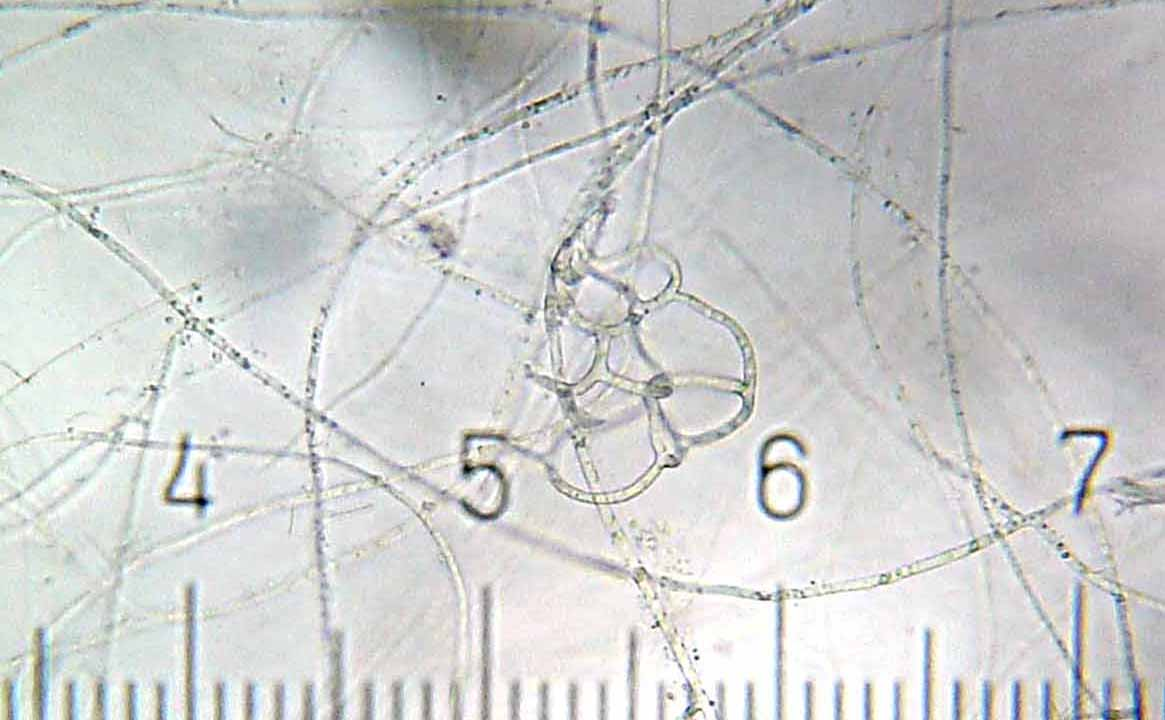
Kleverige netten van een nematofage Arthrobotrys-soort

Bij de anamorfe vorm komen 12 geslachten voor (2003):
- Anguillospora
- Arthrobotrys
- Dactylella
- Dactylellina
- Dicranidion
- Drechslerella
- Dwayaangam
- Gamsylella: naar Li et al. (2005)[6] is de naam een synoniem van Dactylellina.
- Helicoon (discutabel)
- Lecophagus
- Tridentaria
- Trinacrium

In 2007 zijn er twee nieuwe geslachten aan toegevoegd:
- Brachyphoris
- Vermispora